# Stenochiton pilsbryanus
Stenochiton pilsbryanus är en blötdjursart som först beskrevs av Bednall 1897.  Stenochiton pilsbryanus ingår i släktet Stenochiton och familjen Ischnochitonidae. Inga underarter finns listade i Catalogue of Life.